# Vele Orjule
Vele Orjule (olaszul: Oriole Grande) egy sziget az Adriai-tengerben, Horvátországban, a Kvarnerić területén, a Lošinji-csatorna déli részén.

## Leírása
Vele Orjule szigete párjával, a szomszédos Male Orjuléval együtt a Lošinj szigetének délkeleti végében húzódó 1,3 km széles átjáróban fekszik. 
A sziget szabálytalan alakú, északnyugati végén egy hegyfok található, amely a Glavičina-fokban ér véget, és lezárja az Prisca-völgyet. Alakja téglalapra hasonlít, amelynek északi oldala eléggé tagolt. A déli oldalt nyugaton a Mužon-fok és keleten pedig a Brodina-fok határolja. A sziget közepén éri el a legnagyobb magasságát a 30,3 métert. Partvonalának hosszúsága 5,895 km. Délkeletre, a szoroson túl fekszik Mala Orjule szigete. A sziget déli részén néhány épület romja található, míg a nyugati part menti vizeket a hajók horgonyzóhelyként használják.
A sziget csak időszakosan lakott, mivel szarvasmarhák téli legeltetéséhez használják. Alacsony bokrok és fű borítja.

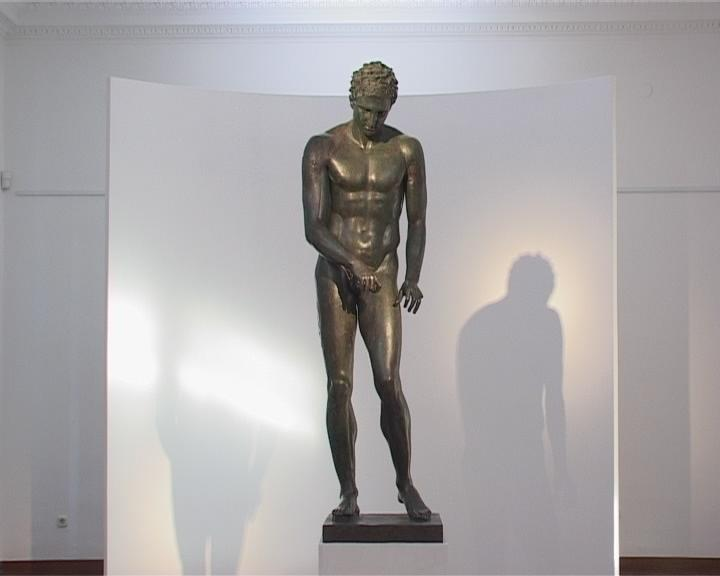
Az Apoxyomenon Zágrábban

## A Horvát Apoxyomenon
A sziget nevezetessége, hogy közelében találták meg a Horvát Apoxyomenon szobrát. A szobrot 1996-ban René Wouters belga turista találta meg két szikla között a homokos fenéken, körülbelül 45 méter mélyen. A leletet 1998-ban jelentették be a Horvát Köztársaság Kulturális Minisztériumának. A Különleges Rendőrség búvárai, valamint a Kulturális Minisztérium és a Zárai Régészeti Múzeum szakértői 1999. április 27-én emelték ki a szobrot. Sok éves sótalanítás és gondos helyreállítás után a szobrot 2006. május 18. és szeptember 17. között a zágrábi Régészeti Múzeumban állították ki először. A mali lošinji Kvarner-palotában található Apoxyomenos Múzeumot 2016. április 30-án Kolinda Grabar-Kitarović, a Horvát Köztársaság elnöke nyitotta meg. A szobot azóta ott látható.

## Fordítás
Ez a szócikk részben vagy egészben  a   Hrvatski Apoksiomen című horvát Wikipédia-szócikk ezen változatának fordításán alapul.  Az eredeti cikk szerkesztőit annak laptörténete sorolja fel. Ez a jelzés csupán a megfogalmazás eredetét és a szerzői jogokat jelzi, nem szolgál a cikkben szereplő információk forrásmegjelöléseként.